# Erik Lavévaz
Erik Lavévaz (pron. fr. AFI: [laveva]; Aosta, 15 febbraio 1980) è un politico italiano, presidente della Valle d'Aosta dal 21 ottobre 2020 al 25 gennaio 2023.

## Biografia
Originario di Verrayes, dove risiede, Lavévaz si laurea in fisica all'Università degli Studi di Torino nel 2003, specializzandosi in fisica delle tecnologie avanzate, e diventando poi promotore della Organengineering, sviluppando metodologie di progettazione e di costruzione di organi classici e virtuali.

### Attività politica
È eletto sindaco di Verrayes in occasione delle elezioni comunali del 2005, venendo poi riconfermato primo cittadino nel 2010 e nel 2015.
In occasione delle elezioni regionali in Valle d'Aosta del 2018, Lavévaz si candida con l'Union Valdôtaine, classificandosi quarto dei non eletti; entrerà in consiglio solo nel dicembre 2019, sostituendo il collega dimissionario Luca Bianchi. Nell'ottobre del 2018 viene eletto presidente dell'Union Valdôtaine.
A seguito dello scioglimento anticipato del consiglio regionale, vengono indette nuove elezioni regionali e Lavévaz viene rieletto consigliere. A seguito di trattative tra il suo partito, il Partito Democratico e la Stella Alpina, Lavévaz viene designato come nuovo presidente della Regione Valle d'Aosta.
Il 18 gennaio 2023 presenta le sue dimissioni al seguito di una grave crisi politica che ha investito la regione.
La sua giunta, la trentatreesima, risultava così composta:
|  | Assessore              | Partito  | Incarico                                                                                        |
|  | ---------------------- | -------- | ----------------------------------------------------------------------------------------------- |
|  | Luigi Bertschy         | AV-SA    | Vicepresidente della Regione Assessore allo Sviluppo economico, Formazione e Lavoro             |
|  | Luciano Caveri         | VdA Unie | Assessore all'Istruzione, Università, Politiche giovanili, Affari europei e Società partecipate |
|  | Chiara Minelli         | PCP      | Assessore all'Ambiente, Trasporti e Mobilità sostenibile                                        |
|  | Carlo Marzi            | AV-SA    | Assessore alle Finanze, Innovazione, Opere pubbliche e Territorio                               |
|  | Roberto Barmasse       | UV       | Assessore alla Sanità, Salute e Politiche sociali                                               |
|  | Jean-Pierre Guichardaz | PCP      | Assessore ai Beni culturali, Turismo, Sport, Commercio                                          |
|  | Davide Sapinet         | UV       | Assessore all'Agricoltura e Risorse naturali                                                    |